# Жджениці
Жджениці (пол. Żdżenice) — село в Польщі, у гміні Малянув Турецького повіту Великопольського воєводства.
Населення — 346 осіб (2011).
У 1975-1998 роках село належало до Конінського воєводства.

## Демографія
Демографічна структура станом на 31 березня 2011 року:
|          | Загалом | Допрацездатний вік | Працездатний вік | Постпрацездатний вік |
| -------- | ------- | ------------------ | ---------------- | -------------------- |
| Чоловіки | 167     | 40                 | 111              | 16                   |
| Жінки    | 179     | 40                 | 94               | 45                   |
| Разом    | 346     | 80                 | 205              | 61                   |